# Madera (wino)

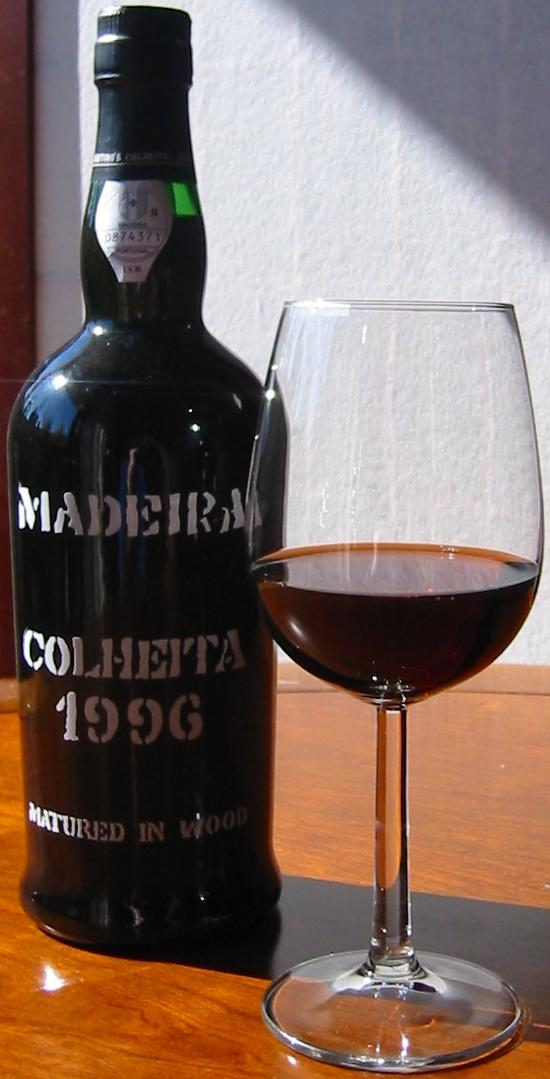
Madera z wytwórni Justino Henriques, rocznik 1996

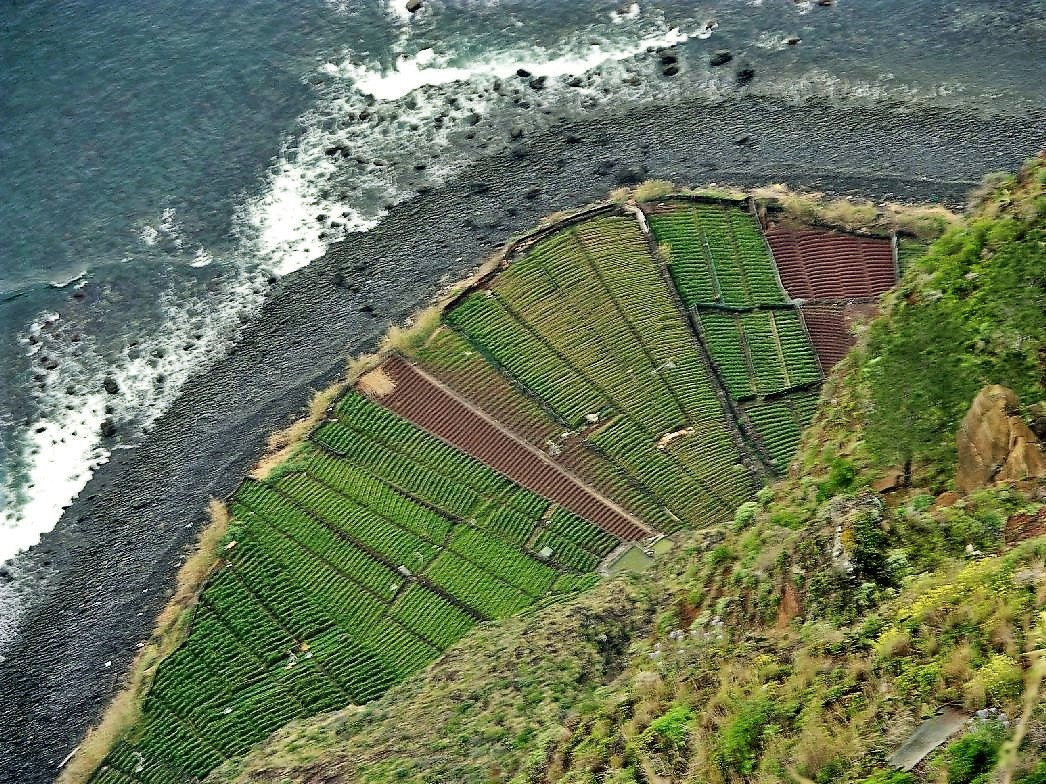
Plantacja winorośli na przylądku Girão

Madera (port. vinho da Madeira) – wzmacniane wino portugalskie (od 17 do 22% alkoholu etylowego), słodkie lub wytrawne (od 0 do 150 g cukru na litr), produkowane na atlantyckiej wyspie Madera.

## Historia i proces produkcji
Madera produkowana jest od przeszło 300 lat. Wulkaniczne gleby wyspy dają wysokie plony winogron, mimo dość niewielkiej powierzchni plantacji. Trunek uważany za najtrwalszy na świecie (w obiegu nawet roczniki z czasów napoleońskich), z uwagi na wczesną porę zbioru (drugi tydzień sierpnia) oraz dojrzewanie w stosunkowo wysokiej temperaturze 40-50 °C, przyspieszającej fermentację. Proces ten nazywany jest „maderyzacją” albo „estufagem” (od estufa – cieplarnia, czyli specjalne pomieszczenie, w którym się odbywa). Powodem przetrzymywania madery w podobnych warunkach było znaczne oddalenie wyspy od Europy – przepłynięcie tysiąca kilometrów dzielących ją od brzegów kontynentalnej Portugalii trwało miesiące, podczas których zwykłe wino ulegało zepsuciu. 
Znany na całym świecie trunek miał swoje okresy świetności i upadku, związane z pojawieniem się chorób winnic (oídio w 1852 oraz filoksera w 1872), jak również obniżenie jakości spowodowane pojawieniem się cieplarni oraz niekontrolowanej konkurencji nieuprawnionych producentów niezależnych. Obecnie, dzięki nowoczesnej technice uprawy winorośli, transportu, reklamy, a także profesjonalizmowi handlowców odzyskuje dobre imię i zaufanie konsumentów na świecie.
Aktualnie wyspa produkuje i eksportuje około 4 milionów litrów szlachetnego wina rocznie. W roku 1999 produkcja i sprzedaż trunku stanowiła 43% całego dochodu z eksportu. Jest to produkt rolniczo-przemysłowy o największym znaczeniu dla gospodarki lokalnej.

### Producenci i dystrybutorzy
- Madeira Wine Company, S.A.
- Vinhos Justino Henriques, Filhos, Lda.
- H. M. Borges, Sucrs, Lda.
- Henriques & Henriques, Vinhos, S.A.
- Artur de Barros & Sousa, Lda.
- Pereira d’Oliveira (Vinhos), Lda.
- Vinhos Barbeito (Madeira), Lda.
- Blandy’s Madeira.

## Przeznaczenie i rodzaje
Madera jest winem na każdą okazję, w tym do podawania jako aperitif (na pobudzenie apetytu) lub jako wino deserowe. Wyróżnia się następujące rodzaje tego wina:
- Zwykłe,
- Reserva,
- Stare albo 5-letnie (5 anos),
- Stara rezerwa (Reserva Velha),
- Bardzo stare albo 10-letnie (10 anos),
- Do najbardziej cenionych zalicza się 15-, 20- i 40-letnie. Wartościowe są także rodzaje posiadające oznaczony rocznik – im starszy, tym wino szlachetniejsze (choć niekiedy występują odstępstwa od tej zasady).

## Stosowane odmiany winogron
Odmiana winorośli odpowiada także typowi wina:
- Malmsey (Malvasia) – ciemne, najszlachetniejsze, słodkie,
- Bual (Boal) – ciężkie o orzechowym posmaku, półsłodkie,
- Verdelho – półwytrawne,
- Sercial – wytrawne,
- Tinta Negra – sprowadzony stosunkowo niedawno na wyspę szczep czerwonych winogron, który w zależności od wysokości, na jakiej jest posadzony, daje winogrona o różnej słodkości; produkuje się z niego wszystkie cztery typy wina.

Starsze, rzadkie dziś odmiany:
- Bastardo,
- Terrantez – półwytrawne.